# Деемульгатори
Деемульгатори (рос. деэмульгаторы, англ. emulsion breaker, demulsifying agent, demulsifier, demulsifying compound; нім. Entemulgierungsmittel n, Entemulgatoren n) —
1. у широкому значенні — хімічні речовини, які знижують поверхневий натяг на границі розділу фаз і використовується для руйнування емульсій.
2. у нафтовидобутку — поверхнево-активні речовини, що сприяють руйнуванню нафтових емульсій. Мають більшу активність, ніж емульгатори.

При введенні в емульсію Д. адсорбуються в поверхневому шарі части-нок дисперсної фази (водяних ґлобул), руйнуючи при цьому захисний шар природних стабілізаторів (емульгаторів) що містяться в нафті (асфальтени, нафтени, смоли, парафін і механічні домішки) і воді (солі, кислоти і т. д.). Внаслідок цього при зустрічі ґлобул води відбувається їх злиття і руйнування емульсії.
Деемульгатори, які використовуються для руйнування емульсій (деемульсація) типу «вода в нафті», діляться на дві групи:
- а) йоногенні (утворюють йони у водних розчинах; малоефективні і сьогодні не використовуються);

- б) нейоногенні (не утворюють йонів у водних розчинах). При деемульгації нафти застосовують в осн. нейоногенні речовини, синтезовані на основі оксидів етилену і пропілену.